# Paul Kim Tchang-ryeol
Paul Kim Tchang-ryeol (* 25. Januar 1927 in Yonan) ist ein südkoreanischer Geistlicher und emeritierter römisch-katholischer Bischof von Cheju.

## Leben
Paul Kim Tchang-ryeol empfing am  22. August 1953 die Priesterweihe.
Papst Johannes Paul II. ernannte ihn am 11. November 1983 zum Bischof von Cheju und spendete ihm am 6. Januar des nächsten Jahres persönlich die Bischofsweihe; Mitkonsekratoren waren Eduardo Martínez Somalo, Substitut des Staatssekretariates, und Duraisamy Simon Lourdusamy, Sekretär der Kongregation für die Evangelisierung der Völker. 
Am 20. Juli 2002 nahm Papst Johannes Paul II. seinen altersbedingten Rücktritt an.